# オレ・ロメニー
オレ・テア・ハール・ロメニー（Ole ter Haar Romeny、2000年6月20日 - ）は、オランダ・ナイメーヘン出身のサッカー選手。オックスフォード・ユナイテッドFC所属。ポジションはFW。インドネシア代表。

## 経歴
2011年に地元DVOLの下部組織からNECナイメヘンとTOPオスが共同保有する下部組織に引き抜かれた。2018年の1月からNECのトップチームでトレーニングに参加し始め、当時のNECナイメヘン監督ラインデルスから定期的にベンチ入りの機会を貰う。2018年1月19日、アルメレ・シティFCとのリーグ戦でトップチームデビュー。
2020年9月30日、2020-21シーズンはヴィレムIIに買い取りオプション付きでレンタルすることが決まった。10月4日のフェイエノールト戦で移籍後初出場。
2022年1月27日、FCエメンに1年半の契約で移籍した。